# Луистаун (Монтана)
Луистаун (енгл. Lewistown) град је у америчкој савезној држави Монтана.

## Демографија
По попису из 2010. године број становника је 5.901, што је 88 (1,5%) становника више него 2000. године.
| Група             | 2000.         | 2010.         |
| Белци             | 5.581 (96,0%) | 5.550 (94,1%) |
| Афроамериканци    | 4 (0,1%)      | 16 (0,3%)     |
| Азијати           | 20 (0,3%)     | 22 (0,4%)     |
| Хиспаноамериканци | 42 (0,7%)     | 121 (2,1%)    |
| Укупно            | 5.813         | 5.901         |